# Iveco Strator
Le camion Iveco Strator, est un véhicule dérivé de l'Iveco Powerstar australien mais reconditionné et adapté au marché européen par un concessionnaire Iveco néerlandais.
Le camion est construit sur la base d'un châssis original Iveco, et reçoit la partie mécanique, moteurs et transmission bien connus d'Iveco, qui sont les composants les plus importants pour garantir la longévité de l'engin. Le capot classique ne peut renier son origine des camions International trucks légendaires, rachetés par Iveco Australie. 
Le Strator a été développé pour les transports longs européens. La cabine spacieuse et très confortable est unique pour ce type de véhicule. À l'intérieur de la cabine, tout a été conçu pour le confort maximal et la sécurité du conducteur. L'augmentation de poids, comparé au modèle de base Stralis, est de seulement 280 kg. La gamme STRATOR comprend un nombre important d'empattements et de puissance moteurs pour en faire une gamme très complète. 
Tous les modèles de la gamme Strator sont équipés de moteurs Iveco Cursor 10 ou 13, répondant aux futures normes Euro 5. Les puissances vont de 420, 450, 500 et jusqu'à 560 ch. L'optimisation de toute la chaîne cinématique garantit un couple plat entre 1 000 et 1 800 tr/min, avec des valeurs de 2 100, 2 300 et 2 500 N m. 
Les principales configurations sont : 
- tracteur semi-remorque 
  - 4x2
  - 6x2 avec un 2e essieu de direction relevable
  - 6x2 avec un 3e essieu double fixe et relevable
  - version 6x4 ;

- camion-châssis 
  - 4x2
  - 6x2 avec un 2e essieu de direction relevable
  - 6x2 avec un 3e essieu double relevable
  - version 6x4.

Ces véhicules répondent au code européen et hollandais notamment avec un PTRA de 60 tonnes.